# Rage (film, 2018)
Pour les articles homonymes, voir Rage.
Pour plus de détails, voir Fiche technique et Distribution.
Rage (Скиф, Skif) est un film d'aventure russe coécrit et réalisé par Roustam Mossafir, sorti en 2018.

## Synopsis
En Asie centrale, au XIe siècle, dans le domaine de Tmoutarakan aux confins d'une terre ancestrale, les Scythes ont quasiment tous disparu, remplacés par une nouvelle civilisation. Vaillant guerrier et vassal du roi, Lutobor s'allie avec un prisonnier scythe, Weasel, pour qu'il le guide afin de tenter de sauver sa femme et leur petit garçon kidnappés par des mercenaires barbares, les derniers descendants des Scythes surnommés les "Loups d'Arès". Après avoir simulé la mort de son prince, pour faire croire aux ravisseurs qu'il a exécuté leur demande en guise de rançon, Lutobor et Weasel doivent non seulement surmonter leurs différends mais aussi partir ensemble sur les terres sauvages, vers le dernier bastion des Scythes afin de secourir les proches de Lutobor. Mais leur voyage semble être leur perte inévitable...

## Fiche technique
- Titre : Rage
- Titre original : Скиф (Skif)
- Réalisation : Roustam Mossafir
- Scénario : Vadim Golovanov et Roustam Mossafir
- Musique : POTIR
- Photographie : Dmitry Karanchik
- Production : Sergey Selyanov
- Société de production : CTB Film Company
- Pays d'origine :  Russie
- Langue originale : russe
- Genre : aventure
- Durée : 105 minutes
- Dates de sortie : 
  -  Russie : 18 janvier 2018
  -  France : 4 juillet 2018 (DVD)

## Distribution
- Aleksey Faddeev : Lutobor
- Alexander Kuznetsov : Weasel
- Vitaly Kravchenko : Yar
- Aleksandr Patsevich : Vseslav
- Yuriy Tsurilo : Oleg, le prince
- Andrey Permyakov : un loup d'Ars
- Vasilisa Izmaylova : Tatyana
- Aleksey Ovsyannikov : Luchezar
- Roustam Mossafir : Kumai
- Viktor Solovyov : Anagast
- Saido Kurbanov : Gonczak
- Vladimir Lukyanchikov : un Scythe